# BANFANB
El Banco de la Fuerza Armada Nacional Bolivariana (BANFANB) es una institución financiera creada por el ejecutivo nacional de Venezuela, a través de la Gaceta Oficial N° 40.229, en la que se autoriza la creación de la sociedad anónima, bajo el nombre de Banco Universal S.A. y adscrita al Ministerio del Poder Popular para la Defensa.

## Historia
Su objetivo principal es facilitar la realización de todas las operaciones de intermediación financiera y servicios conexos permitidas por la legislación vigente en Venezuela. De la misma manera, el banco podrá intervenir en proyectos estratégicos y programas especiales de financiación de acuerdo a las directrices del gobierno venezolano. BANFANB cuenta con 44 agencias a escala nacional.
Al cierre de mayo de 2017 el Banco de la Fuerza Armada Nacional Bolivariana (BANFANB) se ubica en el puesto 1 de ROE y 3 de ROA en las estadísticas de rentabilidad en la banca venezolana.